# Pietro Scalia
Pietro Scalia (Catânia, 17 de março de 1960) é um editor e montador estadunidense. Venceu o Oscar de melhor montagem na edição de 1992 pelo filme JFK e na edição de 2002 por Gladiator.